# 大同国
大同国，是指1929年在江苏省宿迁县窑湾镇，由小刀会（简称刀会）首领薛幹臣为首成立的一个秘密结社政权。

## 概述
1929年2月13日，宿迁县小刀会发起暴动，旨在反抗南京国民政府所推行的社会政治改革。3月2日，小刀会在檄文中写道：“现奉德州郜师祖爷钦命，特来江南保主，目下徐州已得，将来攻打宿迁，取道江淮，至南京奠都。”落款：团长郑梦准，大同中华民国十八年。
同时，窑湾刀会为响应暴动发布以三民主义批判国民党地方统治的通告如下：
为通告事，切因连年匪乱，民不聊生，幸蒙上神保护，编传红白旗会，民众为自卫计，虔心学习，灵效卓著，所以风行各省无地不有也。问其初心，除对土匪外，毫无其它作用。讵料革命告成，实行三民主义，人民耳目为之一新，方冀得享平等幸福，永除一切痛苦，熟知党人执政，变本加厉，更有出乎意料之外者，即如钱粮，每两（亩）增至四十余千，一切杂税等捐，层出不穷。有借口打倒恶绅劣董，抄人房屋，拆庙毁像，敛财肥己，凡公正士绅，人人皆有自危之势，民等受其蹂躏，罄竹难书，不得已上请祖师指示，下藉民众联合，祭旗誓师，亦非打到万恶党员及新式官僚劣董，而不得甘心焉。民等纯以义气相结合，不准抢劫民财，不准骚扰民宅，如有不法会员，违反法度者，一经查出，定按军法从事。遵从三民主义，任何方面，绝不参加。恐传言误会，或奸人捏造，特此明白通告，望各界人等，一体知悉，切切特告。
1929年4月11日凌晨（一说4月12日），窑湾河西小街子人，邳县、宿迁、睢宁三县小刀会总头目薛幹臣，联合邳县、宿迁、睢宁三县小刀会，捣毁区党部、市政局、公安局、学校、电报局等，收缴行政局、公安局、盐务局枪支百余条，捕杀国民党党员多人。薛幹臣称“大同”皇帝，建立“大同国”，自立“大同军”，改中华民国十八年为大同元年，立《大同規约》十条。
窑湾行署局长陆伯义先以诈降为缓兵之计。面见薛幹臣提出，愿投降称臣，扶保他坐上大同皇帝，但要答应三个条件：第一，要下圣旨不许小刀会在窑湾烧、杀、抢，真龙天子要爱老百姓；第二，要名正言顺办登基大典仪式，不这样做就是山大王，你也不光彩；第三如果答应条件，3万人马军费窑湾全包。薛幹臣全部答应下来，准备筹办登基大典。薛幹臣旋即于大同元年，在窑湾三圣庙设行宫，举行登基大典仪式。陆伯义亲自去电报局，以陆文椿省参议员名义向南京国民政府发电，要求派兵包围窑湾小刀会。
4月15日，南京政府派宿迁县长刘昌言督警队和宿城驻军驰赴镇压。4月16日宿城驻军开赴窑湾，途经皂河镇为刀会所阻。该部攻入圩内，屠杀男女居民47口，抢劫商铺，焚烧民房数百家，刀会溃散。及抵窑湾刀会退往旧州（即古邳镇）。不久，薛幹臣被捕处死。